# Thermes impériaux de Trèves

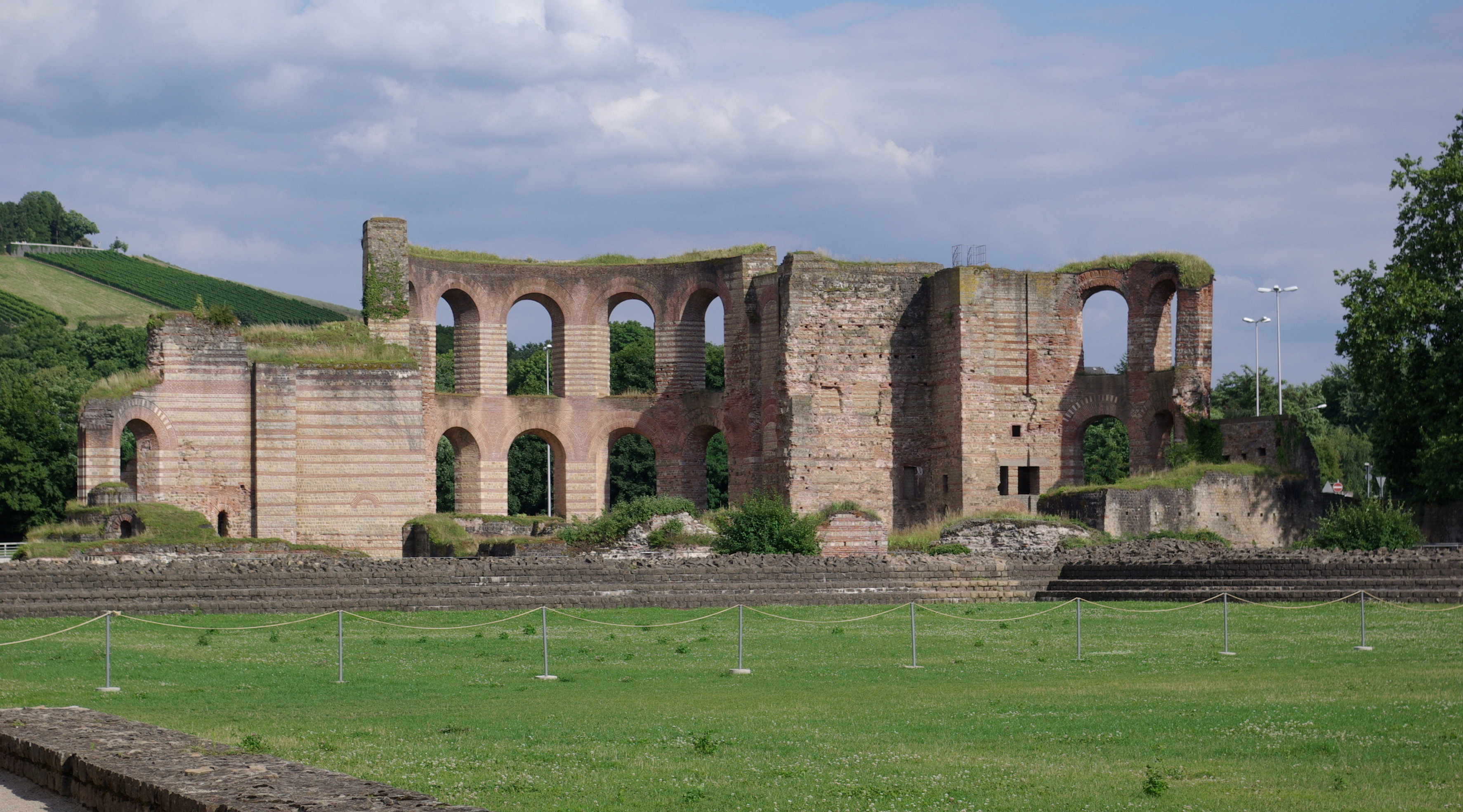
Les thermes impériaux (2008), vus de l'intérieur

Les thermes impériaux de Trèves sont les vestiges de bains publics romains, ruines impressionnantes encore visibles aujourd'hui. Il semble que les thermes n'aient jamais été mis en service. Comme les autres monuments romains de Trèves, ils sont classés au patrimoine mondial de l'UNESCO.
Les absides préservées présentent encore leur appareil romain de pierres blanches et de briques rouges (opus mixtum), qui outre sa solidité possède une grande valeur esthétique. Ce style architectural ne s'est d'ailleurs pas seulement exprimé dans la construction des thermes : il a été copié au Moyen Âge pour la Tour Frank.

## Histoire

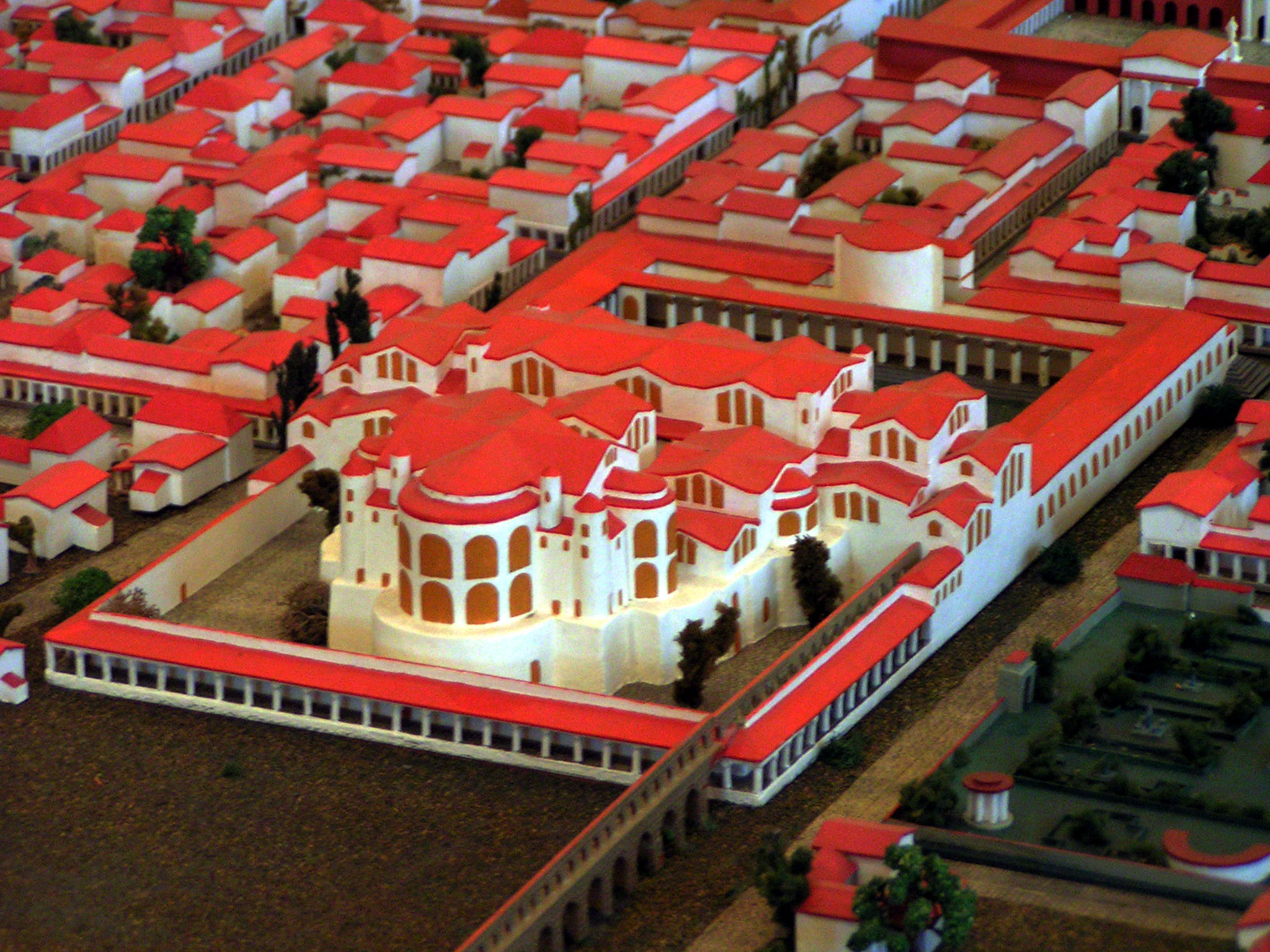
Les thermes impériaux (maquette de la ville au IVe siècle).

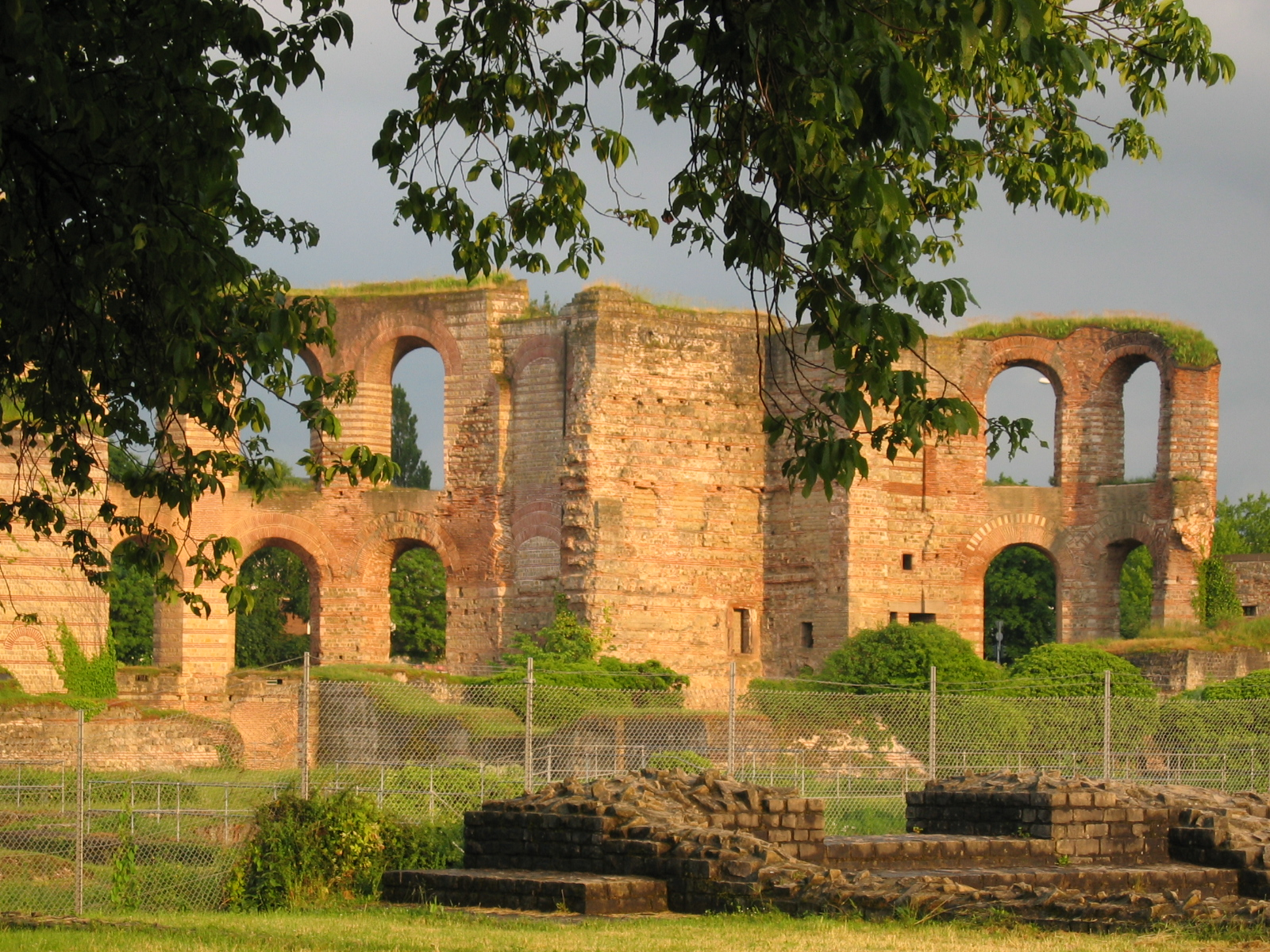
Les thermes impériaux (2005) vers midi

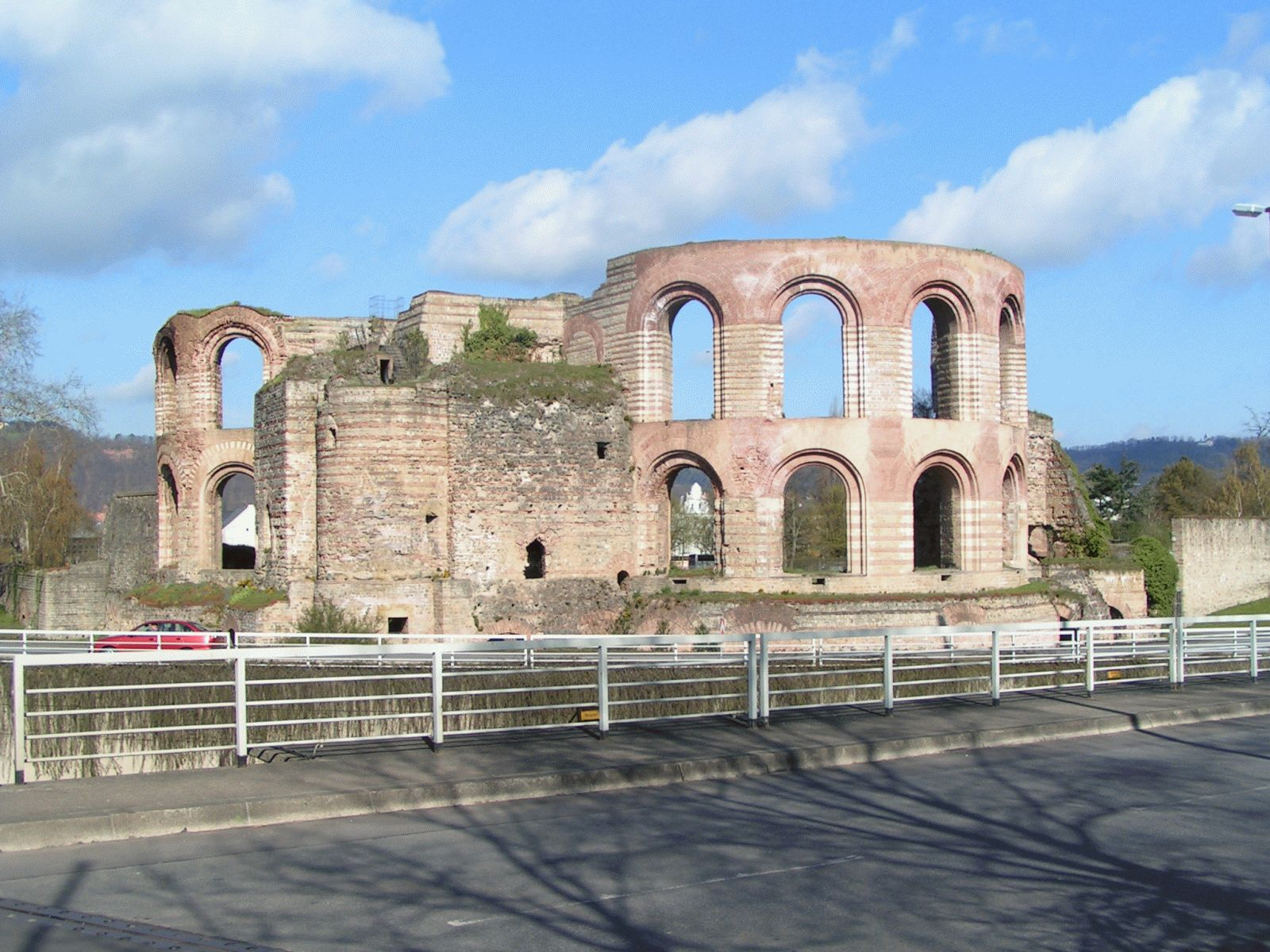
Les thermes impériaux (2004), vus de l'extérieur

Le site fut aménagé vers l’an 300 de notre ère en tant qu’ensemble monumental dédié à l’empereur Constance Chlore et à son fils Constantin, qui avaient fait de Trèves leur résidence. Les édifices comportaient entre autres une halle autoportante semblable à la Basilique de Constantin, et de taille voisine. Conformément aux normes romaines pour des bains publics aussi importants, on aménagea de nombreuses galeries souterraines pour le chauffage et la vidange de l’eau. Le diamètre du dôme en maçonnerie qui surplombe le tepidarium atteint 16,45 m.
On a pu constater à propos de ces souterrains et ces infrastructures d'exploitation que les bains des thermes n'ont jamais été réalisés ; car après le transfert du palais de Constantin à Constantinople ces bâtiments demeurèrent désaffectés, jusqu'à ce que l'empereur Valentinien les convertisse en caserne en 360. Cette nouvelle caserne pouvait recevoir entre 800 et 1 000 hommes de la garde montée de Valentinien. La halle autoportante géante, à l'ouest, fut rasée et les hypocaustes du bâtiment ouest comblés. Seul subsista le caldarium primitif (bain chaud), c'est-à-dire la halle orientale avec ses trois absides et son entrée, une basilique à colonnes utilisée par la suite comme tribunal.
Plus tard, le bâtiment fut intégré comme porte fortifiée (Stadttor) aux remparts médiévaux, l'une des fenêtres de l’abside méridionale ménageant le passage à l'intérieur de la ville. Ce n'est qu'en 1808, alors qu'on jetait à bas les anciennes fortifications, qu'on tomba sur les fondations des bains antiques, bien plus étendues que cette porte.
En prévision des commémorations du jubilé des 2000 ans de la ville de Trèves, on avait réhabilité les thermes impériaux avant  1984. Au début des travaux, seuls les bandeaux voûtés des fenêtres des absides étaient visibles ; des rouleaux supérieurs de l'arcature ne subsistaient que des moellons détachés. Une partie des travaux de rénovation consista à réparer ces voûtes, une mesure de consolidation. Certains spécialistes locaux considèrent ces mesures de réparation inutiles ; ils déplorent que ces travaux n'ont servi qu'à attirer le touriste, et que les ruines ont été durablement défigurées par l'appareillage de pierres blanches et de briques rapportées, et par le ragréage hâtif en terrasse du faîte des toitures de l'abside orientale.
Entre 2005 et 2006, un hall d'accueil pour les touristes et les visiteurs a été édifié à l'emplacement des ruines au nord par le cabinet d'architecte Oswald Mathias Unger : il sert aussi pour les animations saisonnières qu'accueille le site (surtout des concerts et des spectacles antiques).
La grande palestre (un gymnase à ciel ouvert) dans la partie ouest des thermes, est aujourd'hui une aire engazonnée ouverte au public, encore parsemée des ruines de la partie ouest des thermes, hautes par endroits de près d'un mètre. Cette palæstra accueille occasionnellement des forains pour le spectacle annuel Brot und Spiele (« Du pain et des jeux ») ou pour d'autres manifestations, tandis que le reste du temps les citadins s'y adonnent à des divers jeux et activités sportives.

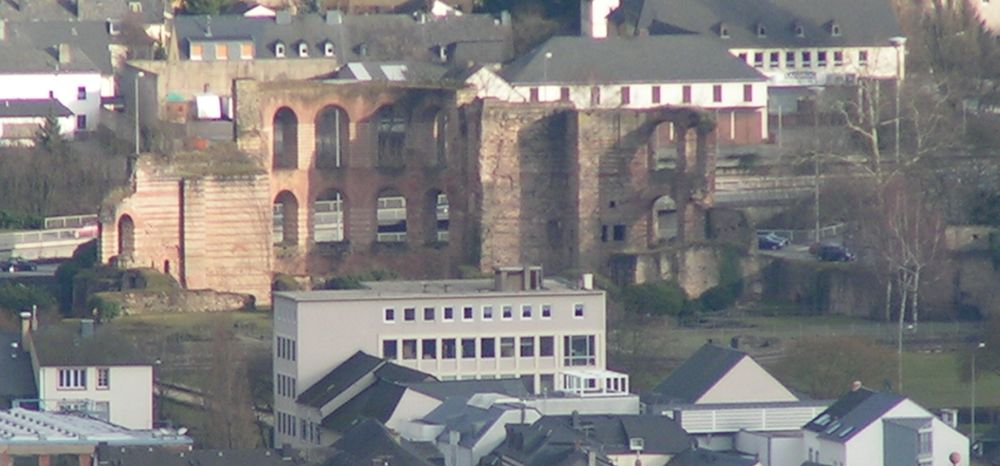
Les thermes vus de la Mariensäule
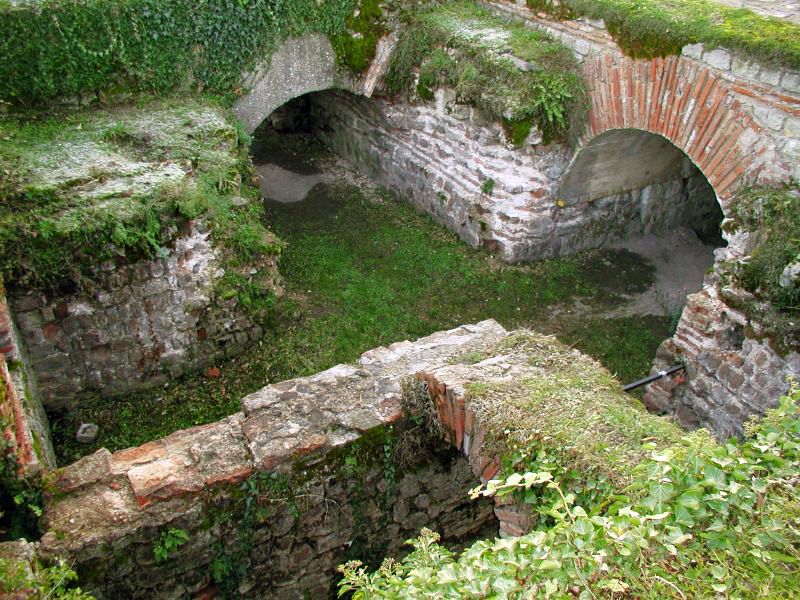
Vestiges des murs et galeries souterraines dégagées
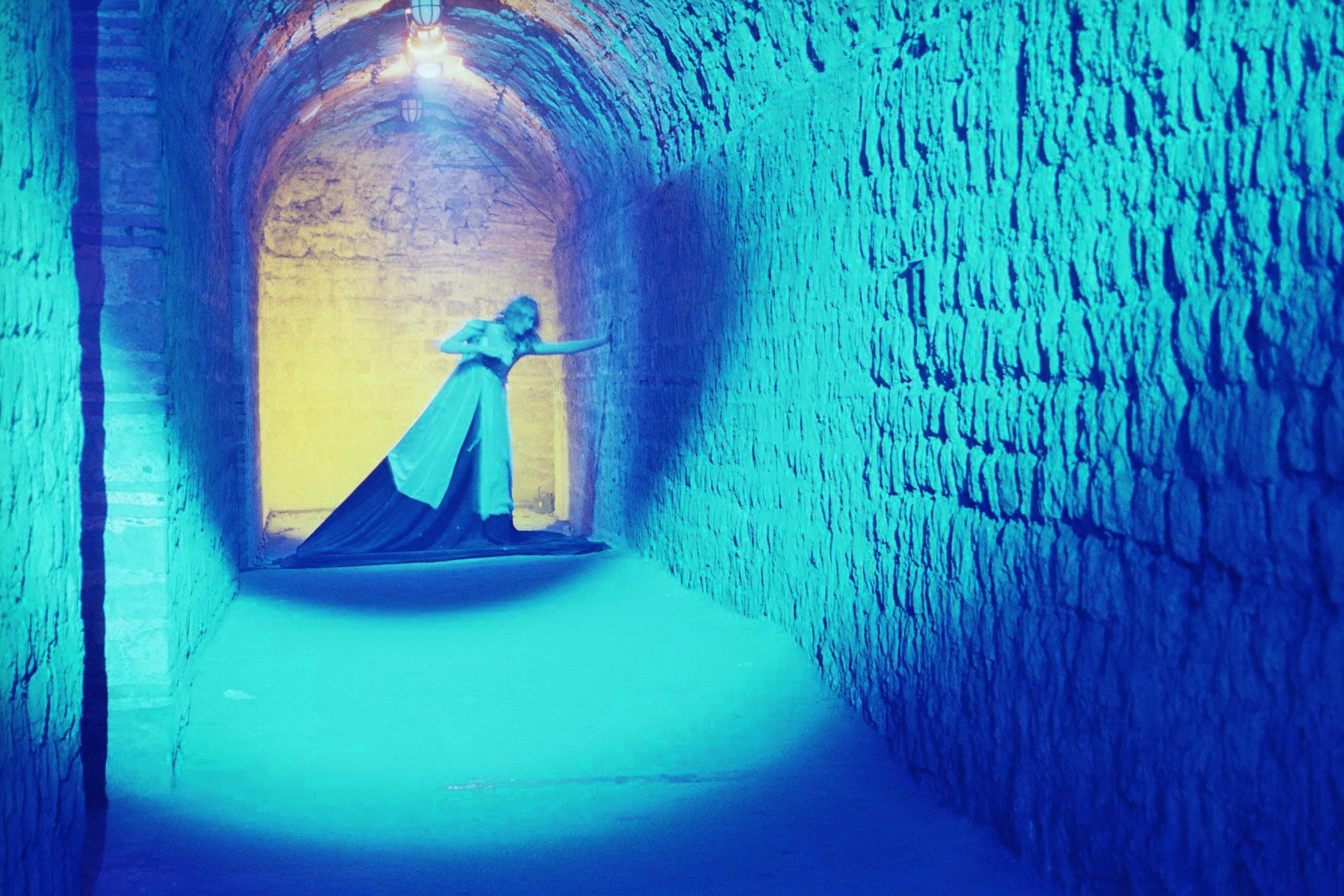
Le festival annuel « Brot und Spiele » : la « nuit mystique » dans les passages souterrains...
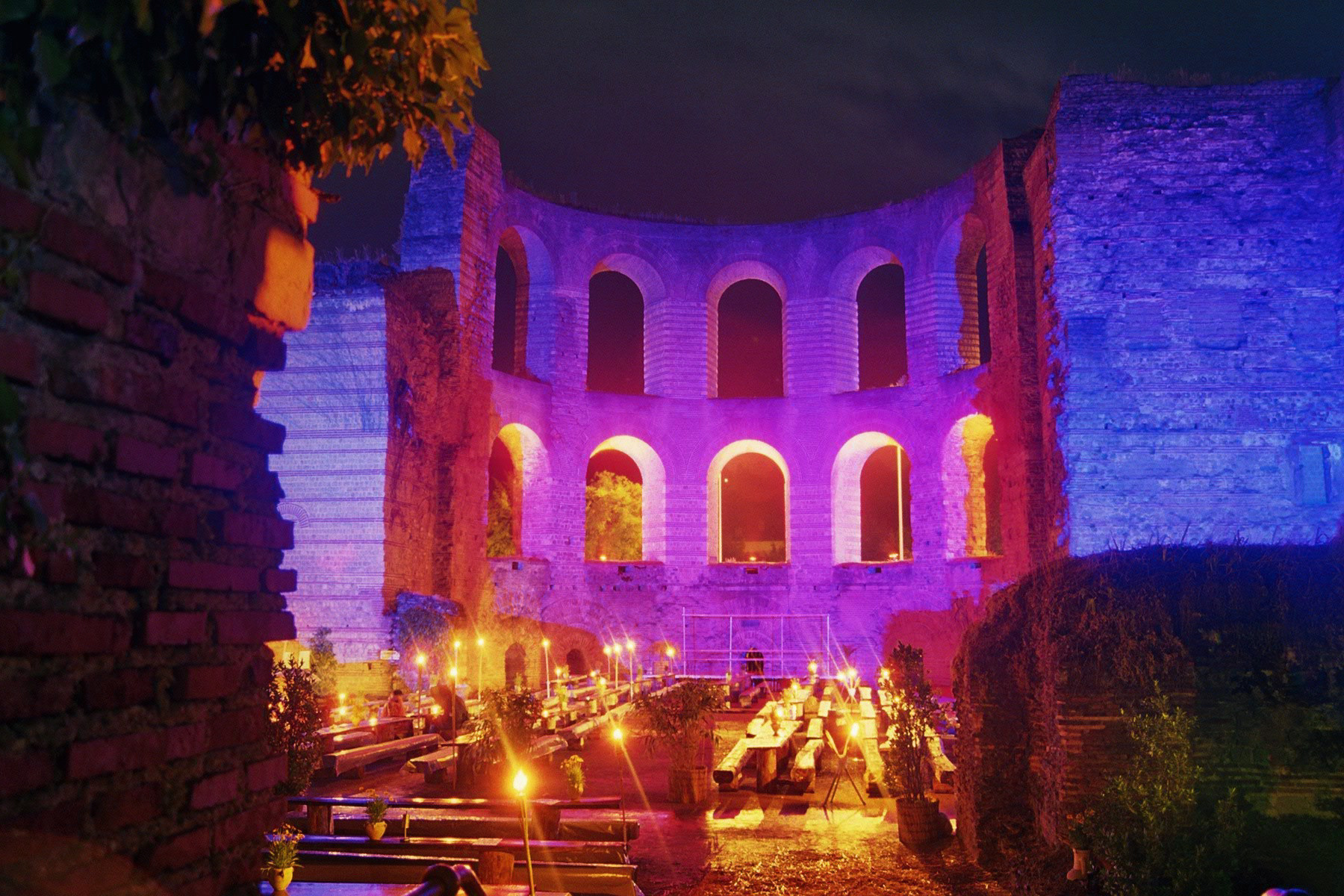
Le festival annuel « Brot und Spiele » : la taverne
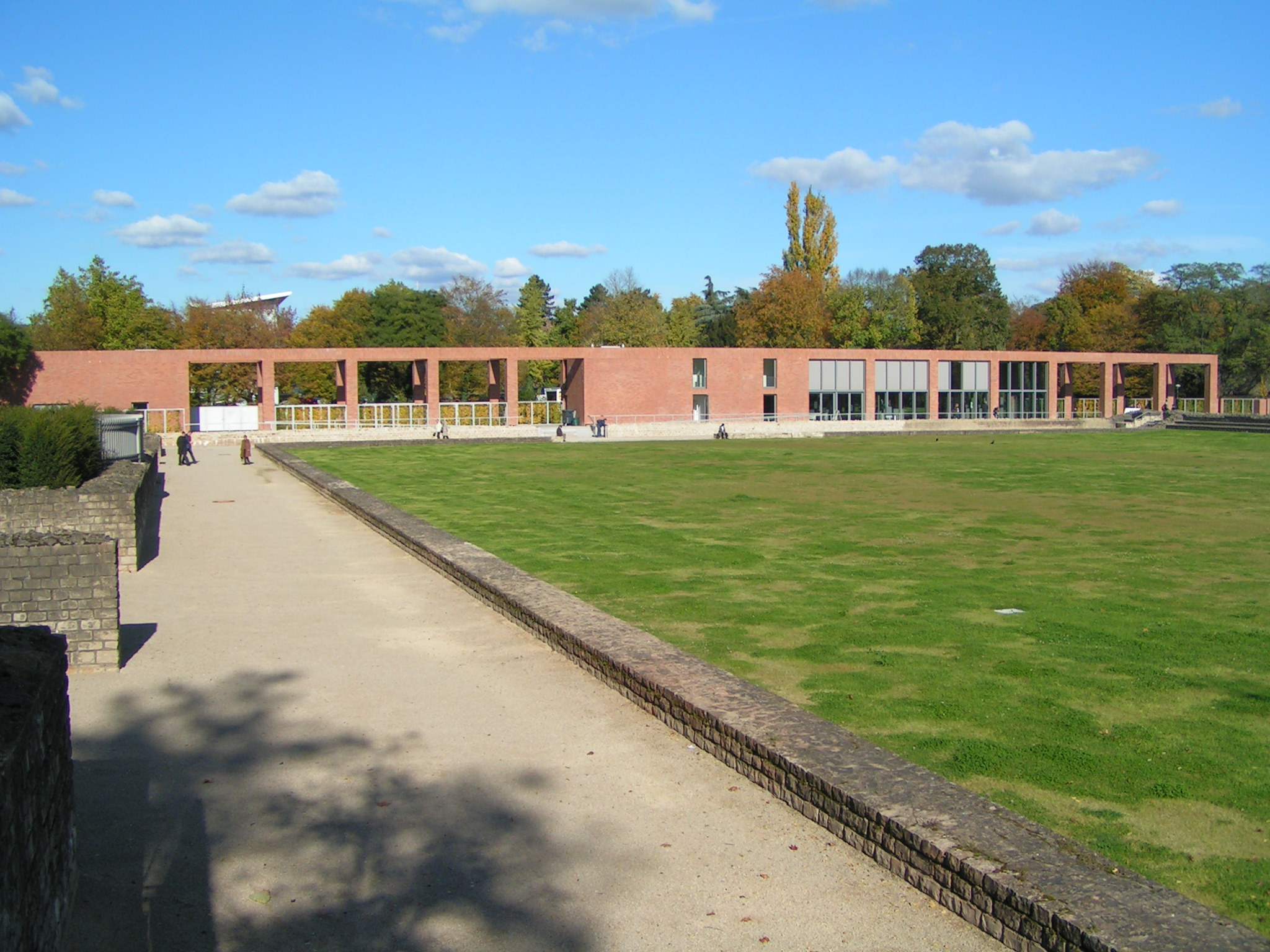
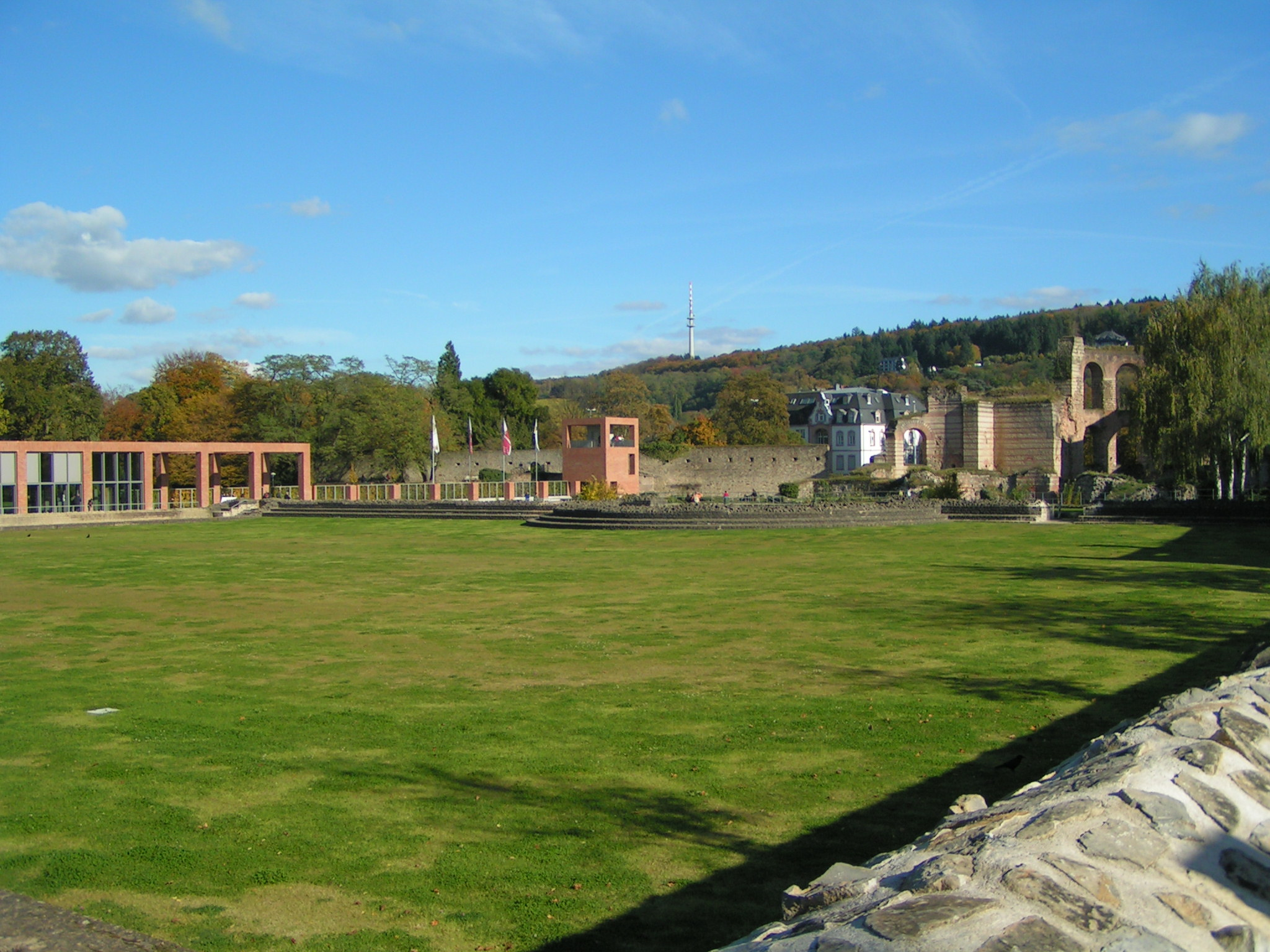
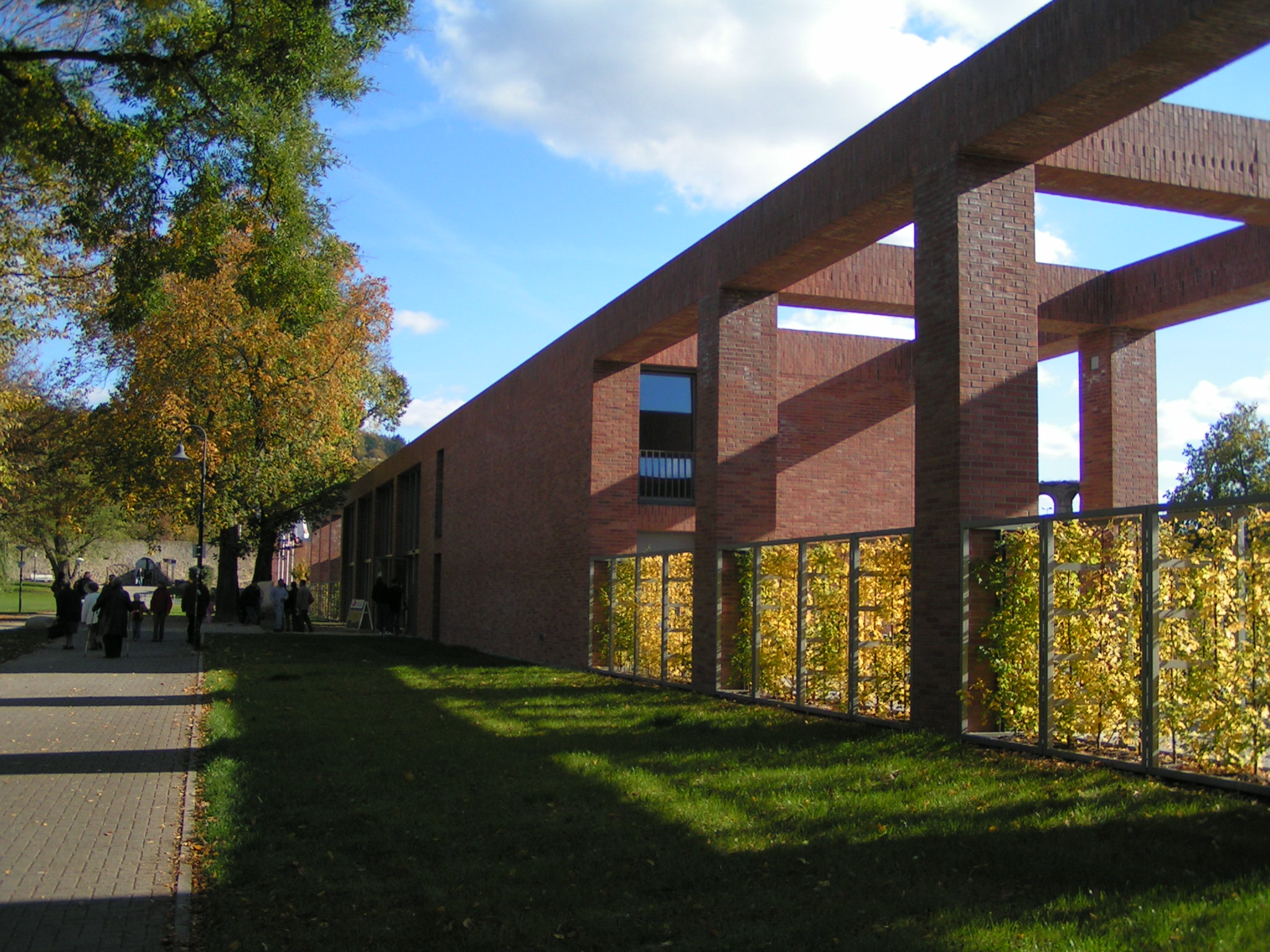

## Tourisme
Aujourd'hui, on peut visiter les vestiges de la salle et les quelques galeries souterraines qui ont été déblayées. Le Römerticket est un tarif donnant accès à tous les édifices antiques de Trèves et des environs.
L'été, des visites organisées sont proposées au public : un comédien en costume d'époque y tient le rôle du tribun Mallobaude, et évoque la vie de tous les jours dans l'Antiquité.